# Высокая кухня
Высо́кая ку́хня (фр. Haute cuisine, Grande cuisine) — кухня «больших» заведений (изысканных ресторанов и роскошных отелей) по всему миру. Характеризуется тщательным приготовлением и изысканной презентацией блюд.
До 1970-х годов «высокая кухня» определялась традицией классической французской кухни, оформленной Огюстом Эскофье. В настоящее время высокую кухню не определяет какой-то особый стиль. Он может только быть описан, например, как фьюжн или молекулярная кухня, или же как представляющий исключительно специалитеты региональной кухни. Известное издание «Красный гид Мишлен» проводит свою классификацию ресторанных заведений по качеству их работы, выявляет лучшие и зачисляет их в категорию «Рестораны высшего разряда».